# Dick Versace
Pour les articles homonymes, voir Versace (homonymie).
Richard Patrick Versace, dit Dick Versace, né le 16 avril 1940 à Fort Bragg (Caroline du Nord) et mort le 25 février 2022, est un ancien entraîneur, dirigeant et consultant à la télévision américain de basket-ball. Il est manager général des Grizzlies de Vancouver, devenus Grizzlies de Memphis, entre 2000 et 2005.

## Palmarès
- Champion NIT 1982
- Trophée Henry Iba 1986